# ای‌دی‌ای‌جی بیواک
ای‌دی‌ای‌جی بیواک (EDAG Biwak) خودرویی است که از سال ۲۰۰۶ تا کنون تولید شده‌است. طراحی آن موتور جلو، خودرو محور جلو بوده طول آن در حالت طبیعی ۴٬۴۰۵ میلیمتر (۱۷۳٫۴ اینچ)، عرض آن در حالت طبیعی ۱٬۷۹۵ میلیمتر (۷۰٫۷ اینچ) و  ارتفاع آن در حالت طبیعی ۱٬۶۳۵ میلیمتر (۶۴٫۴ اینچ)  است. 